# ФК Генган
Фудбалски клуб Генган (фр. En Avant de Guingamp Côtes-d'Armor; у преводу Напред Генган са обала Армора), познатији као ЕА Генган или Генган, француски је фудбалски клуб из Генгана основан 1912. године. Клуб се такмичи у Другој лиги Француске, а домаће утакмице игра на стадиону Рудуру капацитета 19.033 места.

## Историја
Након вишегодишње игре аматерског фудбала, 1972. године Генган је почео да напредује у националним лигама, да би се 1977. године пласирали у други ранг такмичења у ком су се задржали до 1993. године. Две године касније Генган први пут улази у Лигу 1. У њој су се најдуже задржали од 2013. до 2019. године.

## Успеси
Двоструки су освајачи Купа Француске и Интертото купа 1996.